# Jake Clarke-Salter
Jake-Liam Clarke-Salter (Carshalton, 22 september 1997) is een Engels voetballer die doorgaans als verdediger speelt. Hij stroomde in 2014 door vanuit de jeugd van Chelsea.

## Carrière
Clarke-Salter sloot zich in 2006 aan in de jeugdacademie van Chelsea. Hiervoor maakte hij op 2 april 2016 zijn officiële debuut in de Premier League, uit tegen Aston Villa. Hij mocht toen van trainer Guus Hiddink na 74 minuten invallen voor Pedro. Chelsea won met 0-4 in Villa Park na treffers van Pedro (2x), Ruben Loftus-Cheek en Pato.
Chelsea verhuurde Clarke-Salter in het seizoen 2018/19 aan Vitesse. Hij debuteerde op 26 juli 2018 in een met 2–2 gelijkgespeelde wedstrijd in de Europa League uit tegen FC Viitorul. Clarke-Salter maakte op 12 augustus 2018 zijn enige doelpunt voor Vitesse; de 4–1 in de met 5–1 gewonnen competitiewedstrijd thuis tegen FC Groningen.

## Clubstatistieken
| Seizoen         | Club              | Competitie      | Competitie | Competitie | Beker | Beker | Internationaal | Internationaal | Overig | Overig | Totaal | Totaal |
| Seizoen         | Club              | Competitie      | Wed.       | Dlp.       | Wed.  | Dlp.  | Wed.           | Dlp.           | Wed.   | Dlp.   | Wed.   | Dlp.   |
| --------------- | ----------------- | --------------- | ---------- | ---------- | ----- | ----- | -------------- | -------------- | ------ | ------ | ------ | ------ |
| 2015/16         | Chelsea           | Premier League  | 1          | 0          | 0     | 0     | 0              | 0              | 0      | 0      | 1      | 0      |
| 2016/17         | → Bristol Rovers  | League One      | 12         | 1          | 1     | 0     | –              | –              | –      | –      | 13     | 1      |
| 2017/18         | Chelsea           | Premier League  | 0          | 0          | 1     | 0     | 0              | 0              | 0      | 0      | 1      | 0      |
| 2017/18         | → Sunderland      | Championship    | 11         | 0          | 0     | 0     | –              | –              | –      | –      | 11     | 0      |
| 2018/19         | → Vitesse         | Eredivisie      | 28         | 1          | 4     | 0     | 4              | 0              | 0      | 0      | 36     | 1      |
| 2019/20         | → Birmingham City | Championship    | 19         | 1          | 4     | 0     | –              | –              | –      | –      | 23     | 1      |
| 2020/21         | → Birmingham City | Championship    | 10         | 0          | 1     | 0     | 0              | 0              | 0      | 0      | 11     | 0      |
| Carrière totaal | Carrière totaal   | Carrière totaal | 81         | 3          | 11    | 0     | 4              | 0              | 0      | 0      | 96     | 3      |

## Interlandcarrière
Clarke-Salter maakte deel uit van verschillende Engelse nationale jeugdselecties. Hij won met Engeland –20 het WK –20 van 2017 en nam met Engeland –21 deel aan het EK –21 van 2019.

## Erelijst
| Wereldkampioen –20 | 1x | 2017 |